# 鹿場大山
鹿場大山，又名樂山，位於台灣苗栗縣南庄鄉東河村與泰安鄉梅園村交界處（24°29′49″N 121°03′11″E / 24.4968232°N 121.0530086°E）的一座山峰，離新竹縣五峰鄉邊界甚近，峰頂海拔2,618公尺，為加里山山脈的最高峰，也是雪霸國家公園邊界上的一座高峰。山上有處軍事設施樂山雷達站，屬軍事管制區。

## 地理

### 周邊山岳
以下為沿此山主要稜線分佈的周邊山岳：
- 沿東稜線：結城山、檜山、境界山
- 沿北稜線：比林山、大窩山、鳥嘴山、鵝公髻山
- 沿西稜線：加里山、八卦力山
- 沿南南西稜線：北坑山、東洗水山、盡尾山

其餘周邊山岳尚有野馬敢山（東北側）、哈堪尼山（西北側）及榛山（東南側）。

### 源流河川
以下為發源於此山的河川：
- 鹿湖溪（中港溪水系的最遠源流）：發源於西北坡
- 汶水溪（後龍溪水系的最遠源流）：發源於西南坡
- 北坑溪（大安溪的支流）：發源於東南坡
- 爺巴堪溪的支流（頭前溪水系）：發源於東北坡

## 周邊林道及步道
- 樂山林道
- 檜山巨木森木步道

## 周邊景點
- 檜山神木
- 觀霧國家森林遊樂區

## 周邊軍事設施
- 樂山雷達站